# Dynasty Cup 1990
De Dynasty Cup 1990 was de eerste editie van het voetbaltoernooi voor nationale landenteams in de regio Oost-Azië. Het is de voorloper van het Oost-Aziatisch kampioenschap voetbal. Het toernooi werd gehouden van 27 juli tot en met 3 augustus 1990. De speelstad is Peking. 
Zuid-Korea won het toernooi. In de finale werd China verslagen na strafschoppen.

## Groepsfase

### Eindstand
| Team        | WG | W | G | V | DV | DT | DS | Ptn. |
| ----------- | -- | - | - | - | -- | -- | -- | ---- |
| Zuid-Korea  | 3  | 3 | 0 | 0 | 4  | 0  | +4 | 6    |
| China       | 3  | 2 | 0 | 1 | 3  | 1  | +2 | 4    |
| Noord-Korea | 3  | 1 | 0 | 2 | 1  | 3  | –2 | 2    |
| Japan       | 3  | 0 | 0 | 3 | 0  | 4  | –4 | 0    |

### Wedstrijden
|                                 |                                     |       |       |  |
| 27 juli 1990 «onderlinge duels» | Zuid-Korea                          | 2 – 0 | Japan |  |
| 27 juli 1990 «onderlinge duels» | Hwang Sun-hong 34' Kim Joo-Sung 66' |       |       |  |

|                                 |                         |       |             |  |
| 27 juli 1990 «onderlinge duels» | China                   | 2 – 0 | Noord-Korea |  |
| 27 juli 1990 «onderlinge duels» | Gao Sheng 9' Ma Lin 46' |       |             |  |

|                                 |                  |       |             |  |
| 29 juli 1990 «onderlinge duels» | Zuid-Korea       | 1 – 0 | Noord-Korea |  |
| 29 juli 1990 «onderlinge duels» | Hwangbo Kwan 89' |       |             |  |

|                                 |              |       |       |  |
| 29 juli 1990 «onderlinge duels» | China        | 1 – 0 | Japan |  |
| 29 juli 1990 «onderlinge duels» | Wu Qunli 77' |       |       |  |

|                                 |                  |       |       |  |
| 31 juli 1990 «onderlinge duels» | Noord-Korea      | 1 – 0 | Japan |  |
| 31 juli 1990 «onderlinge duels» | Ri Hyok-Chon 66' |       |       |  |

|                                 |       |                   |            |  |
| 31 juli 1990 «onderlinge duels» | China | 0 – 1             | Zuid-Korea |  |
| 31 juli 1990 «onderlinge duels» |       | 26' Lee Sang-Yoon |            |  |

## Finale
|                                    |                                                                         |       | |  |
| 3 augustus 1990 «onderlinge duels» | China                                                                   | 1 – 1 | Zuid-Korea                                                                                           |  |
| 3 augustus 1990 «onderlinge duels» | Mai Chao 61'                                                            |       | 22' (pen.) Hong Myung-bo                                                                             |  |
| 3 augustus 1990 «onderlinge duels» | Strafschoppen                                                           |       | |  |
| 3 augustus 1990 «onderlinge duels» | Wu Qunli Li Hongbing Mai Chao Duan Ju Xie Yuxin Zhang Xiaowen Guo Yijun | 4–5   | Hong Myung-bo Choi Soon-ho Lee Young-jin Chung Yong-hwan Choi In-young Lee Sang-yoon Park Kyung-hoon |  |